# Marcel Cosmat
Jean Marcel Cosmat, francoski veslač, * 3. julij 1910, Nantes, Francija, † 29. marec 2010, Nantes.
Leta 1936 je za Francijo nastopil na Olimpijskih igrah v Berlinu kot član četverca s krmarjem, ki je osvojil bronasto medaljo. 